# やべきょうすけ
やべ きょうすけ（1973年11月12日 - ）は、日本の俳優、ドラマ演出家、プロデューサー。大阪府出身。ハルク・エンタテインメント所属。現在は東京都在住。本名は、矢部 享祐（読み同じ）。

## 来歴・人物
- 大阪府で生まれ千葉県で育つ。
- 趣味はプロレス観戦、格闘技観戦、ビリヤード、競馬、麻雀、野球、生け花、ボウリング。特技はボクシング、キックボクシング、一発ギャグ。
- 丹波哲郎の丹波道場にて役者としての修行をし、さまざまなシーンでの脇役を演じている。また、Vシネマでは主演作もある。
- 2007年公開の映画『クローズZERO』では主人公にアドバイスをするチンピラの片桐拳を演じ、第17回日本映画批評家大賞助演男優賞を受賞[1]。同作では原作者の髙橋ヒロシと懇意であったことから制作にも関わっており、漫画『クローズ外伝 片桐拳物語』では本名の「矢部享祐」名義で原案としてクレジットされている。
- 2011年放送のテレビドラマ『QP』（原作：高橋ヒロシ）第4話で、本名の「矢部享祐」名義で演出家（クレジットは監督）デビューを果たした。同作では俳優として出演するとともに制作プロデューサーも務めた。

## 出演作品

### テレビドラマ
- 味いちもんめ（1995年）
- 新・半七捕物帳 第12話、第13話（1997年） - 勇吉 役
- ナオミ（1999年）
- おいね・父の名はシーボルト（2000年）
- 特命係長 只野仁 - 第21話
- ドラゴン桜（2005年）
- 佐々木夫妻の仁義なき戦い（2008年） - 第3話ゲスト 浜口マコト
- ROOKIES（2008年） - 辻豊
- おせん（2008年）
- 相棒（テレビ朝日）
  - season7 最終話「特命」（2009年3月18日） - 山口毅一
  - season17 第11話 「密着特命係24時」（2019年1月16日） ‐ 野田啓一
- 探偵Xからの挑戦状!2 （2009年11月、NHK）
- 傍聴マニア09〜裁判長!ここは懲役4年でどうすか〜（2009年12月、読売テレビ） - 第8話ゲスト 根府川省造（青年時代）
- NHK大河ドラマ
  - 龍馬伝（2010年） - 久坂玄瑞
  - 平清盛（2012年） - 伊三郎
  - 麒麟がくる（2020年） - 竹造
- 警視庁継続捜査班（2010年、テレビ朝日） - 第6話ゲスト 梅野昭典
- 闇金ウシジマくんシリーズ（毎日放送・TBS） - 柄崎貴明 
  - 闇金ウシジマくん（2010年）
  - 闇金ウシジマくん Season2（2014年）
  - 闇金ウシジマくん Season3（2016年）
  - 闇金ウシジマくん外伝 闇金サイハラさん（2022年）
- さよなら、アルマ（2010年12月18日、NHK） - 加藤守
- ジウ 警視庁特殊犯捜査係（2011年、テレビ朝日） - タク
- QP（2011年、日本テレビ） - 蜂矢兼光
- STAND UP!ヴァンガード（2012年5月3日、テレビ東京）
- 雲の階段（2013年、日本テレビ） - 第6話ゲスト 山本竜二
- 鼠、江戸を疾る（2014年、NHK） - 第3話ゲスト 伝吉
- リバースエッジ 大川端探偵社（2014年、テレビ東京） - 第1話ゲスト 矢部恭介
- ロング・グッドバイ（2014年、NHK）
- 破門（2015年、BSスカパー!） - 原田勇
- 山田孝之の東京都北区赤羽（2015年、テレビ東京） - 本人役
- 雲霧仁左衛門2（2015年、NHK BSプレミアム） - 粂三 
  - 雲霧仁左衛門3（2017年）
- 天使と悪魔-未解決事件匿名交渉課-（2015年、テレビ朝日） - 第5話ゲスト 森崎英吾
- 牙狼〈GARO〉-GOLDSTORM- 翔 第11話（2015年、テレビ東京） - ヘデラ
- スペシャルドラマ 必殺仕事人2015（2015年11月29日、朝日放送） - 周五郎
- マジすか学園5（2015年、日本テレビ） - 陣山太一
- 大阪環状線 ひと駅ごとの愛物語 第7話「始発電車が来るまで」（2016年2月24日、関西テレビ） - 主演・囚人
- キャバすか学園 第2話（2016年11月6日、日本テレビ） - 陣山太一
- 勇者ヨシヒコと導かれし七人 第7話（2016年11月18日、テレビ東京） - 盗賊D
- 水曜ミステリー9 警視庁強行犯 樋口顕3「烈火」（2016年12月21日、テレビ東京） - 永沢明
- Home Sweet Tokyo（2017年12月24日、NHK）
- 科捜研の女 SEASON 17 第13話（2018年2月15日、テレビ朝日） - 宗方俊
- 世にも奇妙な物語 '18秋の特別編「マスマティックな夕暮れ」（2018年11月10日） - 隆
- 遺留捜査 スペシャル（2018年11月11日、テレビ朝日） - 原口康夫
- トレース〜科捜研の男〜第4話（2019年1月28日、フジテレビ） ‐ 相楽浩司
- 今日から俺は!!（2018年、日本テレビ） - 第9話ゲスト ※Hulu配信およびDVD分[2]
- 日曜プライム 警視庁・捜査一課長（2019年7月7日、テレビ朝日） ‐ 淡路左近
- 八つ墓村（2019年10月12日、NHK BSプレミアム） ‐ 片岡吉蔵
- 山本周五郎ドラマ さぶ（2020年1月11日、NHK BSプレミアム） - 松田権蔵
- チェイサーゲーム（2022年9月9日 ｰ 10月28日、テレビ東京） ｰ 穴井昭廣
- 祈りのカルテ 研修医の謎解き診察記録 第7話（2022年11月19日、日本テレビ） - 秋田竜也 役[3]
- スタンドUPスタート 第8話・第9話（2023年3月8日・15日、フジテレビ） - 大木大吾 役[4]
- 警視庁追跡捜査係-交錯-（2023年8月7日、テレビ東京） - 生田悦郎 役

### 映画
- BE-BOP-HIGHSCHOOL（1994年） - 天保工業の不良
- キッズ・リターン（1996年7月27日、ユーロスペース） - ハナヤマ
- 岸和田少年愚連隊 血煙り純情篇（1997年） - 小鉄
- ざけんなよ!（1998年） - 主演・原竜男
- 空転
- チャカ2（1999年）
- サラリーマン金太郎（1999年） - ハ州連合OB・きょうすけ
- DEAD OR ALIVE 犯罪者（1999年11月27日、大映） - 松島等
- 修羅の群れ（リメイク版・2002年） - 森田新吾
- 実録・安藤昇侠道伝
- 新・影の軍団（2003年3月22日、シネマパラダイス） - 闘馬
- 日本の首領
- 新・日本の首領1、3（2004年） - 義仁会組員 長尾康生
- HEAT-灼熱-（2004年）- グェン
- 転がれ!たま子（2005年）
- TAKESHIS'（2005年）
- スキヤキ・ウエスタン ジャンゴ（2007年）
- クローズZEROシリーズ - 片桐拳 
  - クローズZERO（2007年）
  - クローズZERO II（2009年）
  - クローズEXPLODE（2014年）
- 工業哀歌バレーボーイズ THE MOVIE（2008年） - 主演・谷口剛士
- TAJOMARU（2009年9月） - 道兼
- 喧嘩番長 劇場版〜全国制覇（2010年） - 所忠司
- クロサワ映画（2010年）
- 岳-ガク-（2011年5月7日、東宝） - 安藤俊一
- 夢売るふたり（2012年9月公開、アスミック・エース） - 岡山晃一郎
- ガチバン（2012年・2013年、AMGエンタテインメント） - 天野光圀 
  - ガチバン SUPER MAX（2012年3月公開）
  - ガチバンZ 代理戦争（2013年11月公開）
- 闇金ウシジマくんシリーズ - 柄崎貴明
  - 闇金ウシジマくん（2012年）
  - 闇金ウシジマくん Part2（2014年）
  - 闇金ウシジマくん Part3（2016年）
- 東京闇虫シリーズ - 鯖田
  - 東京闇虫 パートI（2013年）
  - 東京闇虫 パートII（2013年）
  - 東京闇虫パンドラ（2015年）
- モンスター（2013年4月公開、アークエンタテインメント）
- ゴッドタン キス我慢選手権 THE MOVIE（2013年6月公開） - 謎の男
- 天空の蜂（2015年9月公開）[5]
- HK 変態仮面 アブノーマル・クライシス（2016年5月14日公開）[6]
- 任侠野郎（2016年6月4日、KATSU-do）
- 銀魂（2017年7月14日、ワーナーブラザース映画） - 喫茶店店長
- あいあい傘（2018年10月26日、スターダストピクチャーズ） - 竹内力也
- HiGH&LOW THE WORST X（2022年）
- キングダム 運命の炎（2023年7月28日、東宝 / ソニー・ピクチャーズ エンタテインメント） - 有義[7]
- カラオケ行こ!（2024年1月12日、KADOKAWA） - 唐田 役[8][9]
- BLUE FIGHT 〜蒼き若者たちのブレイキングダウン〜（2025年）- 原田教官

### Vシネマ
- 東京板橋マルソウ自動車教習所（1996年）
- 喧嘩の花道 シリーズ（1996年 - 1998年）全5作 - 主演・玉井カズヨシ
- ヤンママ愚連隊1,2（1997年・1998年） - 拓
- 極道競馬 がぶノミ荒矢（1997年） - ナカザワ(プロフィット25 社員)
- BE-BOP-HIGHSCHOOL 血染めの学ラン・殉愛篇（1998年） - 柴田
- 喧嘩愚連隊（1998年） - 主演
- 縁切り闇稼業3 重婚詐欺の陰謀（1999年） - リキドーマン ※友情出演
- 野望の軍団3（1999年） - 天龍会組員 ナカジマ
- 明日を殴れ！無頼リング（2000年） - 主演
- 新・ヤンママトラッカー シリーズ - ケイの夫(写真) 
  - 新・ヤンママトラッカー ケイVS美咲 宿命の対決編（2000年）
  - 新・ヤンママトラッカー 涙街道・爆走かぐや姫!（2003年）
- 天牌1、2、3（2001年）- 谷口隆
- 殺しの軍団（2001年）
- 真・雀鬼4 歌舞伎町・博徒通り（2002年） - 金田興業二代目
- 無間地獄 凶悪金融道 シリーズ（2002年 - ）
- 新・広島やくざ戦争武闘派列伝 伝説の広島極道 山上功治の生涯（2002年)　- 村西組組員 スガノ
- 愚連隊の神様 万寿十一伝説 紅蓮（2002年） - 矢部直也 
  - 愚連隊の神様 万寿十一伝説 紅蓮 大陸からの刺客（2002年）
- 実録・柳川組 シリーズ（2003年）
- 実録・東北やくざ戦争 覇桜の道（2003年） - 阿藤組組員 菅原太郎
- 昭和博徒伝（2003年）
- 昭和博徒伝外伝（2003年）
- 博徒道 襲名披露（2004年） - 花村一家山川組組員 マサ
- 実録・竹中正久の生涯 荒らぶる獅子 外伝（2004年） - ヒットマン(竹中組系組員)
- 実録・東組抗争史 閻魔の微笑（2004年）
- 修羅場の侠たち 伝説・河内十人斬り（2005年）
- 工業哀歌バレーボーイズ（2006年） - 谷口剛士
- 実録・暴走族 日韓連合 小さな巨人 野山榮澤（2006年） - 日韓連合初代総長 野山榮澤
- 実録・手打ち破り（2007年） - 稲原会岩井組都築組組員
- 平成清水一家（2007年）全2作 - 長田組組員 鬼吉
- 日本抗争烈島 三極志（2019年） - World Amazing社代表 小田切臣人(半グレ実業家)

### 舞台
- シベリア超特急4（2003年1月）
- 劇団TEAM-ODAC第10回本公演「浮遊するfitしない者達」（2012年7月）

### CM
- ゆうちょ銀行 ゆうちゃんシリーズ「未来もずっと、ここに。」篇（2017年）

### ラジオ
- やべきょうすけのnextクローズ（2008年4月 - 2009年3月、TBSラジオ）
- やべきょうすけのやべ～番組（2020年5月 - 、FM FUJI）

### バラエティ
- run for money 逃走中（2013年9月29日、フジテレビ） - 憲兵
- ワオ（2014年4月1日 - 9月24日、フジテレビ）
- BAZOOKA!!!（BSスカパー、2017年1月9日〜） - MC
- ガチンコ ザ ホルモン〜コッテリの継承者たち〜（YouTube、2019年3月 - 5月）- 司会

## その他
いずれも矢部享祐名義
- QP（2011年） - 監督
- クローズ外伝 片桐拳物語（2014年） - 原案
- BLUE FIGHT 〜蒼き若者たちのブレイキングダウン〜（2025年） - アクション指導